# Coromandel (Neuseeland)

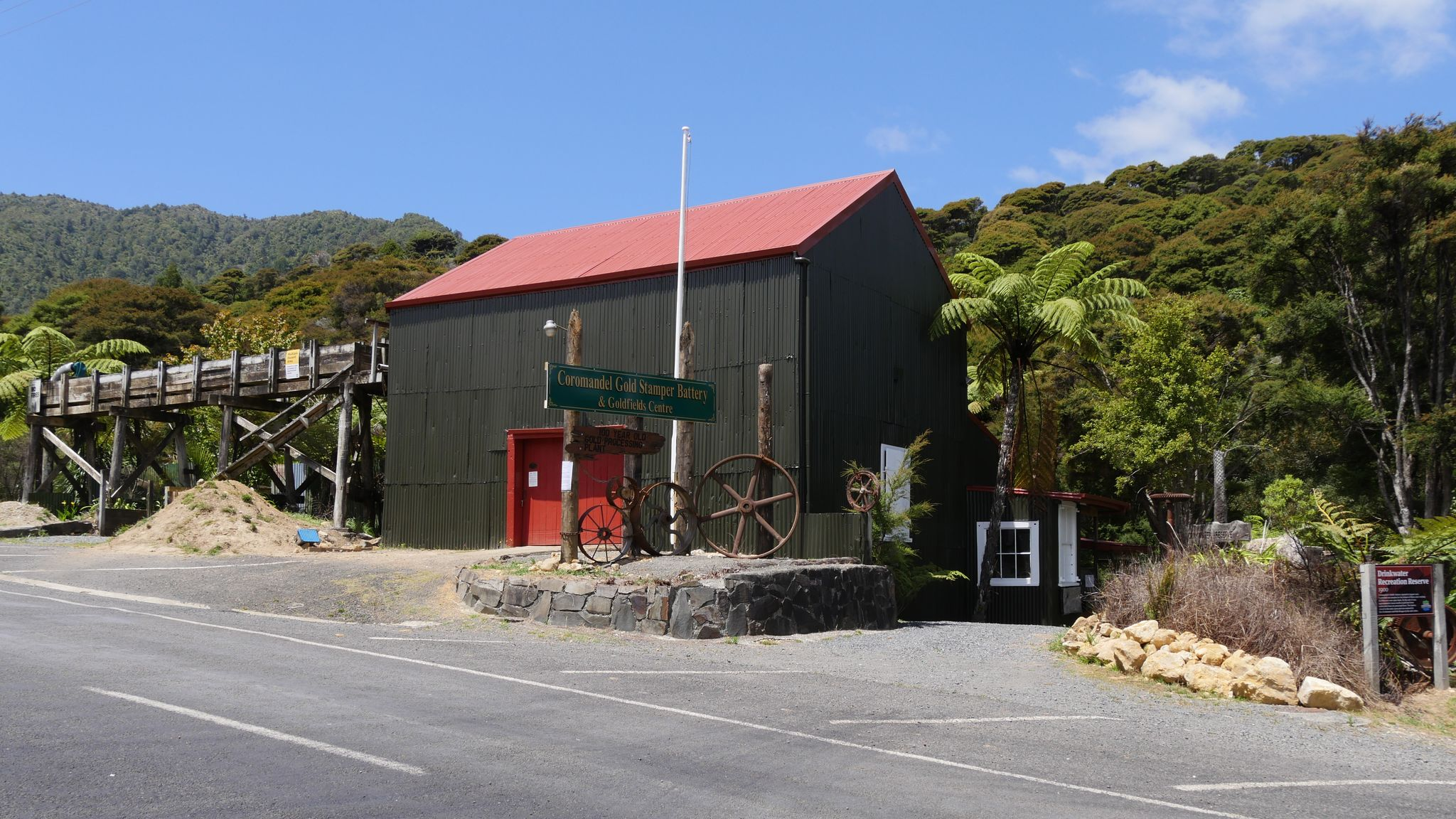
Coromandel Gold Stamper Battery

Coromandel ist ein kleiner, rund 1500 Einwohner (2013) zählender Ort auf der gleichnamigen Halbinsel im Norden der Nordinsel von Neuseeland.

## Namensherkunft
Der Name der Stadt geht zurück auf das britische Schiff HMS Coromandel, das am 13. Juni 1820 erstmals in der Colville Bay ankerte, um das für den Schiffsbau der Royal Navy wertvolle Kauri-Holz an Bord zu nehmen. 12 Monate später reiste die HMS Coromandel vollbeladen zurück nach England und hinterließ der Stadt ihren Namen.

## Geographie
Coromandel liegt an der Westküste der Coromandel Peninsula, geschützt am Ende des Naturhafens Coromandel Harbour. Thames, als nächstgrößere Stadt, liegt 54 km südlich und Auckland, per Fährverbindung erreichbar, liegt rund 60 km westlich von Coromandel. Die wichtigste Verkehrsverbindung für den Ort stellt der New Zealand State Highway 25 dar, der sowohl eine Verbindung über die Westküste nach Thames herstellt, als auch Coromandel mit den Orten der Ostküste der Halbinsel verbindet. Über den Coromandel Harbour hat der Ort Zugang zum Firth of Thames und darüber hinaus etwas weiter nördlich zum Hauraki Gulf.
Verwaltungstechnisch gehört Coromandel zum Thames-Coromandel District und damit zur Region Waikato.

## Geschichte
Die ersten Jahrzehnte Coromandels waren stark vom Handel und der Verarbeitung von Holz geprägt. Als dann schließlich im Jahr 1852 Charles Ring im Driving Creek nahe der Stadt Gold fand, erfasste auch Coromandel das Goldfieber und der Boom brachte für eine kurze Zeit einen gewissen Reichtum, denn Schwierigkeiten bei der Extrahierung des Goldes von den Quarzfeldern, machten eine weitere Ausbeute unattraktiv. Mit dem Ende des Goldrauschs und dem Ende der Ausbeutung der Wälder, verlor auch Coromandel seine Bedeutung. Geblieben sind einige historische Gebäude aus vergangenen Tagen und die Erinnerung an alte Zeiten.

## Hafen
Coromandel besitzt eine Pier mit ein paar Anlegestellen. Von dort aus fahren ein paar Fischerboote aus oder Charterboote mit Anglern. Der Coromandel Harbour wird überwiegend von Seglern benutzt und zum Teil zur Austernzucht. Die Nutzung der Pier und große Teiles des Naturhafens ist stark von den Gezeiten abhängig.

## Der Ort heute
Coromandel ist über eine Fährverbindung von Auckland aus gut zu erreichen und besitzt für die Städter einen hohen Freizeitwert. An Wochenenden und in der Ferienzeit lebt der Ort vom Tourismus. In Coromandel haben sich auch Künstler und Kunsthandwerker niedergelassen, die mit ihren Angeboten dem Ort einen besonderen Flair verleihen. Für den nördlichen Teil der Coromandel Peninsula ist Coromandel der einzige Dienstleistungs- und Einkaufsort.